# HD 214810
HD 214810，又名BD-04 5728，SAO 146239、HR 8629，是一颗恒星，视星等为6.31，位于銀經64.27，銀緯-50.9，其B1900.0坐标为赤經22h 35m 37.5s，赤緯-4° -50.9′ 29″。